# Kirasa
Kirasa är ett vattendrag i Burundi.   Det ligger i provinsen Bujumbura Rural, i den västra delen av landet, 24 kilometer söder om huvudstaden Bujumbura.
Runt Kirasa är det tätbefolkat, med 276 invånare per kvadratkilometer.